# Mien, waar is mijn feestneus?
Mien, waar is mijn feestneus? is een single van Toon Hermans. Het was veruit de grootste carnavalskraker van 1968.

## Achtergrond
De single was het directe resultaat van de expansiedrift van Willem Duys en zijn platenlabel Iramac (sublabel Relax). Duys dacht eerst aan Wim Sonneveld, maar die wilde niet overstappen. In het Hilton Amsterdam Hotel ontmoeten Duys en Hermans elkaar, waarbij Hermans ter plaatse de basis legt voor Mien. Duys is zo onder de indruk, dat er een bijzondere regeling wordt afgesproken. Hermans krijgt één gulden per verkochte single, vijf gulden per elpee en ten slotte weet hij zijn zoon Maurice Hermans de platenwereld in te sluizen. Duys wil bij de opnamen in de Julianakerk in Soest als muziekproducent optreden, maar moet vaststellen dat hij zichzelf dubbel geboekt heeft. Hij laat het producerwerk over aan Harry Knipschild (Duys: "jij komt toch uit Maastricht en hebt ervaring met carnaval") met geluidstechnicus André van de Water, die echter bijna alles in handen geeft van Knipschild. Knipschild herinnert zich een opmerking van zijn vader, dat de in het westen opgenomen carnavalsmuziek meestal een te hoog tempo heeft. De orkestband wordt door Benny Ludemann (gitaar, banjo), Gerard van Bezeij (drumstel), Coen van Orsouw (piano) en Hans Koppes (trombone) rap maar in een relatief traag tempo op tape gezet. Vervolgens zingt ook Toon Hermans zijn partij in korte tijd in. Tot slot wordt een “geinig” koortje opgenomen met klinkende theeglazen door Duys (even langskomend), Knipschild, Maurice Hermans en Dick Binnendijk. De verkoop wordt gestimuleerd doordat Hermans het liedje mag zingen in het televisieprogramma Voor de vuist weg. De 123.000 singles vinden de weg wel naar hun kopers, maar Iramac dreigt eraan onderdoor te gaan. Een single kostte destijds 3,25 NLG, waarvan dus 1 NLG afgaat voor Hermans. Die streek ook nog de royalty's op (Buma/Stemra). De platenzaak kreeg ook 1 NLG. Van het restant was de persing en distributie niet te financieren, dus Iramac leed verlies op elke verkocht exemplaar. Tot slot had Iramac als klein label te maken met lastige betalers, die eerst de grote maatschappijen betaalden en dan pas Iramac. April 1969 komt er dan ook het eind aan het label.:
Een jaar later probeerde Toon Hermans het weer met Kiele, kiele, kiele.

## Hitnotering

### Nederlandse Top 40
| Positie: | 26 | 5 | 1 | 1 | 1 | 1 | 2 | 3 | 7 | 18 | 34 | uit |

### NederlandseParool Top 20
| Positie: | 15 | 2 | 2 | 1 | 1 | 2 | 4 | 18 | uit |

### Voorloper VlaamseUltratop 30
| Positie: | 17 | 12 | 7 | 11 | 18 | uit |

### NPO Radio 2 Top 2000
Mien, waar is mijn feestneus stond alleen in 1999 in de NPO Radio 2 Top 2000, op plek 1773.